# Opération 11 11 11
 (août 2023).
La mise en forme du texte ne suit pas les recommandations de Wikipédia : il faut le « wikifier ».
Les points d'amélioration suivants sont les cas les plus fréquents. Le détail des points à revoir est peut-être précisé sur la page de discussion.
- Les titres sont pré-formatés par le logiciel. Ils ne sont ni en capitales, ni en gras.
- Le texte ne doit pas être écrit en capitales (les noms de famille non plus), ni en gras, ni en italique, ni en « petit »…
- Le gras n'est utilisé que pour surligner le titre de l'article dans l'introduction, une seule fois.
- L'italique est rarement utilisé : mots en langue étrangère, titres d'œuvres, noms de bateaux, etc.
- Les citations ne sont pas en italique mais en corps de texte normal. Elles sont entourées par des guillemets français : « et ».
- Les listes à puces sont à éviter, des paragraphes rédigés étant largement préférés. Les tableaux sont à réserver à la présentation de données structurées (résultats, etc.).
- Les appels de note de bas de page (petits chiffres en exposant, introduits par l'outil «  Source ») sont à placer entre la fin de phrase et le point final[comme ça].
- Les liens internes (vers d'autres articles de Wikipédia) sont à choisir avec parcimonie. Créez des liens vers des articles approfondissant le sujet. Les termes génériques sans rapport avec le sujet sont à éviter, ainsi que les répétitions de liens vers un même terme.
- Les liens externes sont à placer uniquement dans une section « Liens externes », à la fin de l'article. Ces liens sont à choisir avec parcimonie suivant les règles définies. Si un lien sert de source à l'article, son insertion dans le texte est à faire par les notes de bas de page.
- La présentation des références doit suivre les conventions bibliographiques. Il est recommandé d'utiliser les modèles {{Ouvrage}}, {{Chapitre}}, {{Article}}, {{Lien web}} et/ou {{Bibliographie}}. Le mode d'édition visuel peut mettre en forme automatiquement les références.
- Insérer une infobox (cadre d'informations à droite) n'est pas obligatoire pour parachever la mise en page.

Pour une aide détaillée, merci de consulter Aide:Wikification.
Si vous pensez que ces points ont été résolus, vous pouvez retirer ce bandeau et améliorer la mise en forme d'un autre article.
L’Opération 11.11.11 est une collecte de fonds organisée en Belgique au profit de projets de coopération au développement portés par des ONG. Elle est organisée chaque année autour du 11 novembre depuis 1966. La date de l'Armistice a été retenue comme symbole des liens entre la paix et le développement. 
L'Opération 11.11.11 est coordonnée par le CNCD-11.11.11. Les fonds sont collectés à travers la vente de produits par un réseau de bénévoles et via des appels à dons.

## Montants collectés
Le tableau suivant indique les montants collectés dans le cadre de l'Opération 11.11.11 par année depuis 2019.
| Année | Montant récolté |
| ----- | --------------- |
| 2019  | 1.862.228 euros |
| 2020  | 1.890.556 euros |
| 2021  | 2.065.605 euros |
| 2022  | 2.021.729 euros |

## Affectation des fonds
Les fonds récoltés sont affectés à trois programmes:
- le programme « partenaires », qui finance des stratégies d'ONG (65% des fonds)
- le programme « citoyenneté et démocratie », qui finance des réseaux de la société civile dans les pays du Sud (15% des fonds)
- le Fonds permanent d’information, qui finance le travail de sensibilisation et d’interpellation ici en Belgique (20% des fonds)

Dans le cadre du programme "partenaires", les stratégies sont sélectionnées, sur base de candidatures, par un collège de consultants bénévoles indépendants. 
Ces stratégies visent à réduire la pauvreté, lutter contre le dérèglement climatique, à développer l'économie sociale ou à promouvoir les projets agro-écologiques. 